# Стефан III (герцог Баварии)
Стефан III (нем. Stephan III, 1337 — 25 сентября 1413) — герцог Баварско-Ландсхутский (1375—1392), Баварско-Ингольштадтский (1392—1413) и Баварско-Мюнхенский (1395—1402).

## Биография
Стефан III был старшим сыном баварского герцога Стефана II и Елизаветы Сицилийской, дочери сицилийского короля Федериго II. В 1368 году он воевал вместе с отцом в Италии, а в 1371—1372 годах побывал в Прибалтике, воюя на стороне Тевтонского ордена против литовцев. Стефан планировал побывать в Палестине, но в 1375 году умер отец, и пришлось заняться делами правления.
Стефан стал управлять Баварско-Ландсхутским герцогством совместно с братьями Иоганном и Фридрихом, и дядей Оттоном. В 1376 году четыре герцога договорились, что Стефан и Иоганн будут управлять Нижней Баварией, а Фридрих и Оттон — Верхней, а чтобы никто не чувствовал себя ущемлённым — каждые два года меняться управляемыми территориями, однако этот договор так и не был реализован. Оттон скончался в 1379 году, а в 1392 году три брата решили разделить наследство (так как Иоганну не нравилось финансировать итальянские похождения своих братьев, женатых на дочерях Бернабо Висконти, а также содержание роскошного двора Стефана). Стефану достался конгломерат разбросанных территорий, которым он стал управлять из Ингольштадта.

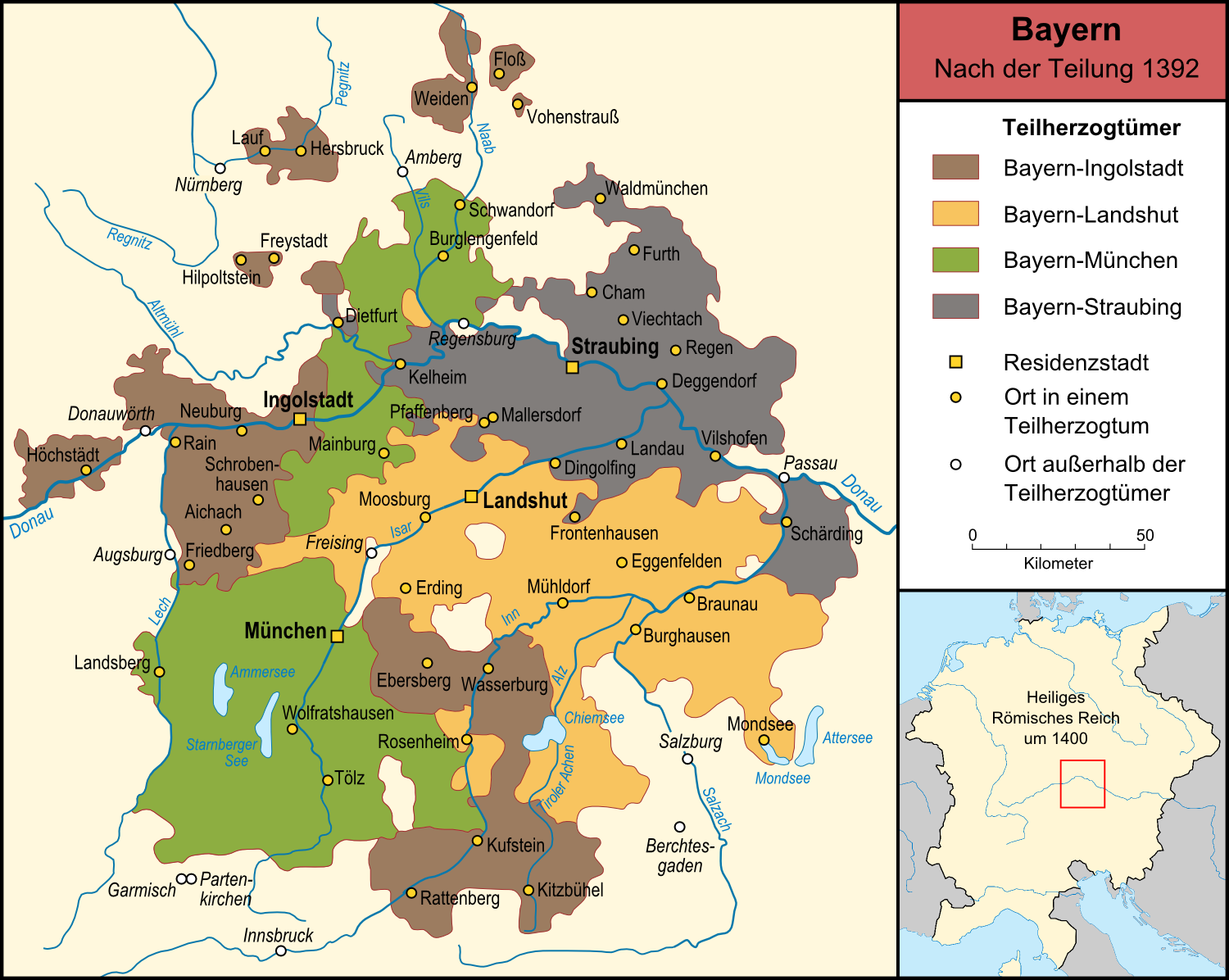
Четыре части Баварского герцогства по разделу 1392 г.

Будучи неудовлетворённым итогами раздела, в 1394 году Стефан напал на Баварско-Мюнхенское герцогство, и в 1395 году вынудил Иоганна признать его своим соправителем. Когда в 1397 году Иоганн II умер, Стефан III попытался утвердить свой приоритет перед сыновьями Иоганна, что привело к конфликту Стефана с племянниками Эрнстом и Вильгельмом. В 1402 Эрнсту удалось водворить Стефана назад в границы Баварии-Ингольштадта. В 1403 году Стефан в отместку поддержал восстание горожан Мюнхена, но оно провалилось.
В 1410 году Стефан попытался отвоевать Тироль, который его отец был вынужден уступить Габсбургам, но безуспешно.

## Семья и дети
13 октября 1364 года Стефан женился на Таддее Висконти, дочери правителя Милана Бернабо Висконти. У них было трое детей:
- Людвиг (ок. 1368 — 2 мая 1447) в первом браке с Анной де Бурбон, во втором с Екатериной Алансонской. От обеих жен имел потомство, как и от многочисленных любовниц.
- Изабелла Баварская (начало 1370 — 24 сентября 1435) королева-консорт французского короля Карла VI Безумного.
- безымянный сын (родился и умер в 1377)

16 января 1401 года Стефан женился в Кёльне на Елизавете Клевской, дочери графа Адольфа III. Детей у них не было.